# Miss Chile

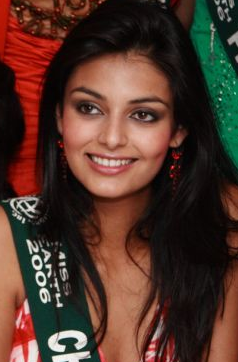
Hil Hernández

Miss Chile este un concurs național de frumusețe care are loc de regulă anual în Chile. La concurs pot participa numai femei necăsătorite. Câștigătoarelor se acordă titlurile Miss Universo Chile, Miss Earth Chile, sau Miss Earth Chile, ele pot candida în funcție de titlul câștigat la concursul internațional Miss Universe, Miss World sau Miss Earth.
| - 1963 María Pilar Aguirre Gómez - 1966 Amelia Galaz Cortés - 1967 Margarita Verónica Téllez Gabella - 1968 Carmen Smith - 1969 Ana María Nazar Mayor del Arco - 1976 María Cristina Granzow Cartagena - 1977 Annie Marie Garling Vial - 1978 María Trinidad Sepúlveda Pavón - 1979 Mariela Verónica Toledo Rojas - 1981 Susanna Bravo Indo - 1982 Mariana Margarita Reinhardt Lagos - 1983 Gina Alejandra Rovira Beyris - 1984 María Soledad García Leinenweber - 1985 Lydia Ana Labarca Birke - 1986 Margot Elena Fuenzalida Montt - 1987 Yasna Angélica Vukasovic Álvarez - 1988 María Francisca Aldunate Sanhueza - 1989 Claudia Bahamondes Celis - 1990 María Isabel Jara Pizarro - 1991 Carolina Beatriz Michelson Martínez - 1992 Paula Caballero Fernández - 1993 Jéssica Miroslava Eterovic Pozas - 1994 Yulissa Macarena del Pino Pinochet - 1995 Tonka Tomicic Petric - 1996 Luz Francisca Valenzuela Höllzer - 1997 Paulina Mladinic Zorzano - 1998 Daniella Andrea Campos Lathrop - 1999 María Lissette Sierra Ocayo - 2000 Isabel Bawlitza Muñoz - 2001 Christianne Balmelli Fournier - 2002 Daniela Sofía Casanova Müller - 2003 Patricia Alejandra Soler Artigues - 2004 Verónica Paz Roberts Olcay - 2006 Constanza Silva Aguayo - 2007 Bernardita Zúñiga Huesbe - 2008 Nataly Chilet Bustamante - 2011 Gabriela Pulgar Luco - 2012 Camila Recabarren Adaros - 2013 Camila Andrea Andrade Mora | - 1952 Esther Saavedra Yoacham - 1954 Gloria Leguisos Mesina - 1955 Rosita Merello Catalán - 1956 Concepción Obach Chacana - 1958 Raquel Molina Urrutia - 1960 Marinka Pohlhammer Espinoza - 1961 Gloria Silva Escobar - 1964 Patricia Herrera Cigna - 1966 Stella Dunnage Roberts - 1967 Ingrid Vila Riveros - 1968 Dánae Sala Sarradell - 1969 Mónica Larson Teuber - 1970 Soledad Errázuriz García-Moreno - 1972 Consuelo Fernández De Olivares - 1973 Wendy Robertson Cleary - 1974 Rebeca González Ramírez - 1975 Raquel Argandoña De la Fuente - 1976 María Verónica Sommers - 1977 Priscilla Brenner Conrad - 1978 Marianne Müller Prieto - 1979 María Cecilia Serrano Gildemeister - 1980 María Gabriela Campusano Puelma - 1981 María Soledad Hurtado Arellano - 1982 Jenny Purto Arab - 1983 María Josefa Isensee Ugarte - 1984 Carol Bähnke Muñoz - 1985 Claudia Van Sint Jan Del Pedregal - 1986 Mariana Villasante Aravena - 1987 Cecilia Carolina Bolocco Fonck - 1988 Verónica Romero Carvajal - 1989 Macarena Mina Garachena - 1990 Uranía Haltenhoff Nikiforos - 1991 Cecilia Alfaro Navarrete - 1992 Marcela Vacarezza Etcheverry - 1993 Savka Pollak Tomasevic - 1994 Constanza Barbieri Sanz - 1995 Paola Falcone Bacigalupo - 1996 Andrea L'Huillier Troncoso - 1997 Claudia Delpín - 1998 Claudia Arnello Reynolds - 1999 Andrea Muñoz Sessarego - 2000 Francesca Sovino Parra - 2001 Carolina Gámez Gallardo - 2002 Nicole Rencoret Ladrón de Guevara - 2004 Gabriela Barros Tapia - 2005 Renata Ruiz Pérez - 2006 Belén Montilla Torreblanca - 2011 Vanessa Ceruti Vásquez - 2012 Ana Luisa König Browne - 2013 María Jesús Matthei Molina - 2014 Hellen Marlene Toncio |